# نيوتون، ساوت كمبريدغشير (كامبريدجشير)
نيوتون، ساوت كمبريدغشير (بالإنجليزية: Newton, South Cambridgeshire)‏ هي قرية وأبرشية مدنية تقع في المملكة المتحدة في إنجلترا. يقدر عدد سكانها بـ 401 نسمة .